# Fraternity Records
Fraternity Records was een klein Amerikaans platenlabel uit de jaren vijftig en zestig. Het werd in 1954 opgericht door de componist Harry Carlson en Ashton Welsh  met de bedoeling populaire muziek en jazz uit te brengen en was gevestigd in Cincinnati. De A&R was in handen van Carlson en zijn broer Paul. De vroege platen werden in Chicago opgenomen, waarbij de band van Dan Belloc begeleidde.
Op het label werden enkele hits uitgebracht, zoals "Ivory Tower" van Cathy Carr (1956), het instrumentale nummer "So Rare" van Jimmy Dorsey (1957), "All American Boy" van Bill Parsons (feitelijk gezongen door diens vriend Bobby Bare, 1959), "Memphis" door Lonnie Mack (een song van Chuck Berry, 1963) en "Then You can Tell Me Goodbye" van The Casino's (1967). Fraternity leasde ook songs van kleinere labels, zoals een song van Jackie DeShannon. Tevens had het een sublabel Applegate Recording Society. In 1975 verkocht Carlson het label aan de country-musicus Shad O'Shea. Het label bestond tot in de jaren tachtig.